# UFC on ESPN: Cannonier vs. Borralho
 UFC on ESPN: Cannonier vs. Borralho  (conosciuto anche come  UFC on ESPN 62, oppure  UFC Vegas 96)  è stato un evento di arti marziali miste tenuto dalla Ultimate Fighting Championship il 24 agosto 2024 all'UFC Apex di Las Vegas, negli Stati Uniti.

## Risultati
|                  | Divisione             |                       |                 |                    | Metodo                                      | Round           | Tempo           | Premio          |
| Card Principale  | Card Principale       | Card Principale       | Card Principale | Card Principale    | Card Principale                             | Card Principale | Card Principale | Card Principale |
| ---------------- | --------------------- | --------------------- | --------------- | ------------------ | ------------------------------------------- | --------------- | --------------- | --------------- |
|                  | Pesi medi             | Caio Borralho         | batte           | Jared Cannonier    | Decisione unanime (49–45, 49–45, 48–46)     | 5               | 5:00            | FOTN            |
|                  | Pesi paglia femminili | Tabatha Ricci         | batte           | Angela Hill        | Decisione unanime (29–28, 29–28, 29–28)     | 3               | 5:00            |                 |
|                  | Pesi medi             | Ryan Loder            | batte           | Robert Valentin    | KO tecnico (gomitate)                       | 2               | 1:49            |                 |
|                  | Pesi piuma            | Mairon Santos         | batte           | Kaan Ofli          | KO (pugno)                                  | 2               | 1:30            |                 |
|                  | Pesi welter           | Michael Morales       | batte           | Neil Magny         | KO tecnico (pugni)                          | 1               | 4:39            | POTN            |
|                  | Pesi medi             | Gerald Meerschaert    | batte           | Edmen Shahbazyan   | Sottomissione (arm-triangle choke)          | 2               | 4:12            | POTN            |
| Card Preliminare |                       |                       |                 |                    |                                             |                 |                 |                 |
|                  | Pesi leggeri          | Francis Marshall      | batte           | Dennis Buzukja     | Decisione non unanime (28–29, 30–27, 29–28) | 3               | 5:00            |                 |
|                  | Pesi medi             | Zachary Reese         | batte           | José Daniel Medina | Decisione unanime (30–27, 30–27, 30–27)     | 3               | 5:00            |                 |
|                  | Pesi leggeri          | Viacheslav Borshchev  | batte           | James Llontop      | Decisione non unanime (28–29, 29–28, 30–27) | 3               | 5:00            |                 |
|                  | Pesi gallo femminili  | Jacqueline Cavalcanti | batte           | Josiane Nunes      | Decisione non unanime (27–30, 29–28, 29–28) | 3               | 5:00            |                 |
|                  | Pesi mosca femminili  | Cong Wang             | batte           | Victoria Leonardo  | KO (pugni)                                  | 1               | 1:02            |                 |

## Premi
I lottatori premiati ricevettero un bonus di 50.000 dollari.
Legenda:
- FOTN: Fight of the Night (vengono premiati entrambi gli atleti per il miglior incontro dell'evento)
- POTN: Performance of the Night (viene premiato il vincitore per la migliore performance dell'evento)